# Train (armée)
Pour les articles homonymes, voir Train (homonymie).

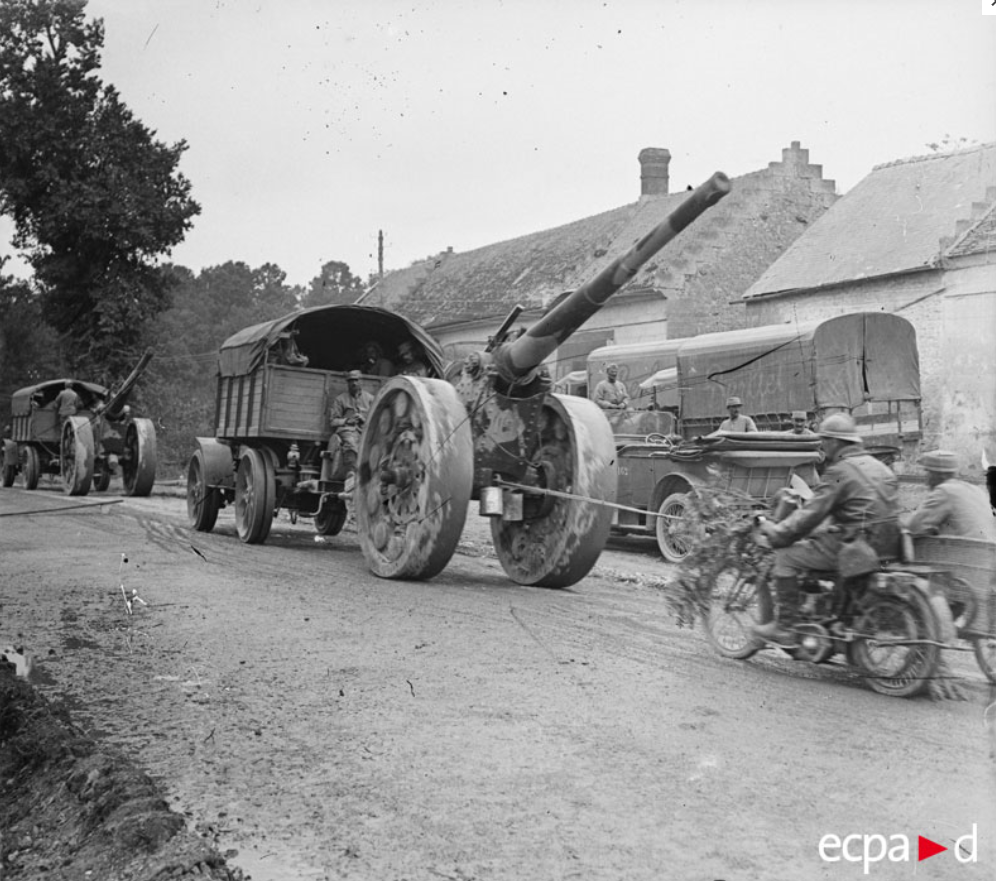
Un convoi d'artillerie près de Soissons en juin 1917

Dans une armée, le terme de train désigne l'arme qui coordonne les transports et la logistique. Le terme est utilisé dans les pays francophones et a pour origine le train de l'armée française.

## Train dans les armées
- Train d'artillerie.
- Trainwesen der Österreichisch-Ungarischen Streitkräfte (de)
- Train (Armée française)